# Украинско-чадские отношения
Украинско-чадские отношения — двусторонние дипломатические отношения между Украиной и Республикой Чад.

## История
Чад признал независимость Украины 10 января 1993 года, в том же году страны установили дипломатические отношения.
Интересы граждан Украины в Чаде защищает Посольство Украины в Ливии. Также в Нджамене действует Почётное консульство Украины в Чаде.
Действующий Чрезвычайный и Полномочный Посол Республики Чад на Украине по совместительству: Джибрин Абдул.